# Golly’s Garage
Golly’s Garage war eine Tankstelle an der Earl’s Court Road im Londoner Stadtteil Earls Court. Sie galt als herausragendes Beispiel des International Style im Vereinigten Königreich, und idealtypisches Beispiel für eine Tankstelle der 1930er. Die Tankstelle wurde in den 1980er-Jahren abgerissen. 
Die Tankstelle wurde 1937/1938 von den Architekten Seymer, Orman and Adie an der Kreuzung Earl’s Court Road/Redfield Lane errichtet und 1959 bis 1961 von den Architekten Chesterton and Sons erweitert.
Die Überdachung enthielt zahlreiche Glasbausteine, um einen hohen Einfall von Tageslicht zu gewährleisten, während die Gestaltung der gesamten Anlage sich an den Warenhausbauten von Erich Mendelsohn in Deutschland orientierte. Die Fassade der Tankstelle war mit dekorativen Keramikfliesen geschmückt.